# فانوس دریایی (فیلم)
«فانوس دریایی» (انگلیسی: Lighthouse (film)) فیلمی در ژانر ترسناک و اسلشر است که در سال ۱۹۹۹ منتشر شد. از بازیگران آن می‌توان به جیمز پیروفوی و پل بروک اشاره کرد.